# نظرسنجی جوبیلی طلایی یوفا
نظرسنجی جوبیلی طلایی اتحادیه فوتبال اروپا یکی از معروفترین نامهای نظرسنجی آنلاین است که در سال ۲۰۰۴ توسط اتحادیه فوتبال اروپا (یوفا) در غالب بخشی از جشن جوبیلی طلایی، که در آن از بهترین فوتبالیستهای پنجاه سال اخیر فوتبال اروپا تقدیر می‌شد، انجام شد. این نظرسنجی در سایت رسمی یوفا انجام شد و در آن از کاربران درخواست شد تا بهترین فوتبالیستهای پنج دهه اخیر فوتبال اروپا را از میان ۲۵۰ فوتبالیست مطرح انتخاب کنند. بالغ بر ۱۵۰٬۰۰۰ نفر در این نظرسنجی شرکت کردند که حاصل آن هفت میلیون رای بود. در این نظرسنجی زین الدین زیدان با اختلاف اندکی از فرانس بکن باوئر رتبه نخست را از آن خود کرد و بازیکنان ایتالیایی لیست با ۱۰ انتخاب رکورد دار شدند پس از ایتالیا، آلمانها با هشت انتخاب جایگاه دوم بیشترین بازیکن را از آن خود کردند

## نتایج کامل
| #  | Player              | Nation             | Votes   |
| ۱  | زین الدین زیدان     | فرانسه             | ۱۲۳٬۵۸۲ |
| -- | ------------------- | ------------------ | ------- |
| ۲  | فرانس بکن باوئر     | آلمان              | ۱۲۲٬۵۶۹ |
| ۳  | یوهان کرایوف        | هلند               | ۱۱۹٬۳۳۲ |
| ۴  | مارکو فان باستن     | هلند               | ۱۱۷٬۹۸۷ |
| ۵  | دینو زوف            | ایتالیا            | ۱۱۴٬۵۲۹ |
| ۶  | آلفردو دی استفانو   | آرژانتین · اسپانیا | ۱۰۷٬۴۳۵ |
| ۷  | اوزه‌بیو             | پرتغال · موزامبیک  | ۱۰۳٬۹۳۷ |
| ۸  | لو یاشین            | اتحاد جماهیر شوروی | ۱۰۱٬۸۶۲ |
| ۹  | میشل پلاتینی        | فرانسه             | ۹۹٬۳۸۰  |
| ۱۰ | پائولو مالدینی      | ایتالیا            | ۹۵٬۴۹۷  |
| ۱۱ | فرانس پوشکاش        | مجارستان · اسپانیا | ۹۴٬۳۶۱  |
| ۱۲ | پائولو روسی         | ایتالیا            | ۹۱٬۱۹۴  |
| ۱۳ | رود گولیت           | هلند               | ۹۱٬۰۰۱  |
| ۱۴ | بابی چارلتون        | انگلستان           | ۸۹٬۹۲۱  |
| ۱۵ | لوتار ماتئوس        | آلمان غربی · آلمان | ۸۶٬۷۹۸  |
| ۱۶ | کارل هاینتس رومنیگه | آلمان غربی         | ۸۶٬۶۴۹  |
| ۱۷ | فرانکو بارزی        | ایتالیا            | ۸۳٬۸۰۰  |
| ۱۸ | گرد مولر            | آلمان غربی         | ۸۲٬۶۶۸  |
| ۱۹ | جورج بست            | ایرلند شمالی       | ۷۹٬۰۳۶  |
| ۲۰ | کوین کیگان          | انگلستان           | ۷۸٬۸۴۰  |
| ۲۱ | فرانک ریکارد        | هلند               | ۷۱٬۳۳۳  |
| ۲۲ | دیوید بکام          | انگلستان           | ۷۱٬۲۹۹  |
| ۲۳ | بابی مور            | انگلستان           | ۷۰٬۸۸۴  |
| ۲۴ | روبرتو باجو         | ایتالیا            | ۶۸٬۲۳۹  |
| ۲۵ | میکل لادروپ         | دانمارک            | ۶۷٬۴۸۴  |
| ۲۶ | رونالد کومان        | هلند               | ۶۶٬۶۶۱  |
| ۲۷ | پیتر اشمایکل        | دانمارک            | ۶۶٬۴۶۳  |
| ۲۸ | گئورگی هاجی         | رومانی             | ۶۲٬۳۸۳  |
| ۲۹ | سپ مایر             | آلمان غربی         | ۶۲٬۳۷۵  |
| ۳۰ | اولیور کان          | آلمان              | ۵۸٬۱۵۱  |
| ۳۱ | لویس فیگو           | پرتغال             | ۵۸٬۰۷۸  |
| ۳۲ | رائول               | اسپانیا            | ۵۶٬۸۸۰  |
| ۳۳ | برتی فوگتس          | آلمان غربی         | ۵۵٬۳۹۸  |
| ۳۴ | یوهان نیکنز         | هلند               | ۵۴٬۷۹۶  |
| ۳۵ | جیانی ریورا         | ایتالیا            | ۵۳٬۸۷۴  |
| ۳۶ | خوزه آنتونیو کاماچو | اسپانیا            | ۵۳٬۸۷۳  |
| ۳۷ | مارکو تاردلی        | ایتالیا            | ۵۳٬۷۳۲  |
| ۳۸ | ژوست فونتن          | فرانسه             | ۵۳٬۶۱۲  |
| ۳۹ | پیتر شیلتون         | انگلستان           | ۵۰٬۸۴۱  |
| ۴۰ | برند شوستر          | آلمان غربی         | ۵۰٬۲۴۷  |
| ۴۱ | ریموند کوپا         | فرانسه             | ۴۹٬۵۰۴  |
| ۴۲ | اریک کانتونا        | فرانسه             | ۴۸٬۴۳۶  |
| ۴۳ | استنلی ماتیوس       | انگلستان           | ۴۷٬۹۱۵  |
| ۴۴ | رود فان نیستلروی    | هلند               | ۴۷٬۳۹۸  |
| ۴۵ | والنتین ایوانوف     | اتحاد جماهیر شوروی | ۴۶٬۰۲۲  |
| ۴۶ | گری لینکر           | انگلستان           | ۴۴٬۷۸۷  |
| ۴۷ | الساندرو نستا       | ایتالیا            | ۴۴٬۶۶۷  |
| ۴۸ | خوزه سانتاماریا     | اروگوئه · اسپانیا  | ۴۳٬۶۹۰  |
| ۴۹ | آلساندرو دل پیرو    | ایتالیا            | ۴۳٬۲۲۷  |
| ۵۰ | آلساندرو کاستاکورتا | ایتالیا            | ۴۲٬۵۱۱  |

## لینکهای جانبی
- UEFA Golden Jubilee Poll Media Release
- UEFA Awards